# Джерело № 1 (Луги)
Джерело № 1 — гідрологічна пам'ятка природи місцевого значення. Об'єкт розташований на території Рахівського району Закарпатської області, с. Луги.
Площа — 0,3 га, статус отриманий у 1984 році.